# 松浦亜弥Let's do it!!
松浦亜弥Let's do it!!（まつうらあや れっつ どぅー いっと）は、ニッポン放送で放送されていたラジオ番組。パーソナリティは、歌手の松浦亜弥。

## 概要
2001年4月に10分番組として歌手デビューと同時にスタートした。4月本放送を前に、2001年3月の段階で数回に渡って吉田尚記アナウンサーメインのパイロット番組を放送している。この番組は、松浦の人気に伴い、放送時間を拡大。一時期は30分の放送であった。2003年4月にニッポン放送ローカルで「あなたがいるから、矢口真里」がスタートしたのに伴い、ニッポン放送ではこの番組の中で松浦の番組を放送する事になった。
ニッポン放送と他のネット局では内容が若干違う。例えば、番組内のBGMが違っていたり、ニッポン放送の場合はエンディングの時に松浦が矢口に一言話して終わる等と言った感じである。また、2003年4月～9月の間はニッポン放送での放送時間が20分だったのに対し、他のネット局では30分という事もあった。この期間、ネット局に裏送りされる配信バージョンではコーナーの中で紹介するはがきの枚数やO.A.曲を増やしたりしていた。その他、一時はニッポン放送内の放送以前に先行して流されるバージョンとニッポン放送での放送、それからニッポン放送での放送以後のネット局放送で3種類のパターンを放送する等、複雑な事をしていた。
番組は2005年3月27日を以て終了し、松浦は、2005年3月30日～2006年12月27日オールナイトニッポンの水曜日を担当。事実上オールナイトニッポン担当のための発展解消とも言える。

## その他
- 松浦亜弥は2001年にニッポン放送の春のキャンペーンのイメージキャラクターに選ばれた。
- ほなね…最初の頃は無かったのだが、何時しか番組終わりの決めゼリフになって来た。さり気なく告げる。

### コーナー
- 松ペン先生のドッキドキLOVEメール添削

2005年に出来た新コーナー。特別に設けられたメールアドレスに自分の出したいメールを送り、松ペン先生に直しを入れて貰うコーナー。出て来るのは松浦ではなく松ペン先生と言う別人で、普段の松浦とは口調が違う。
- 風雲あやや城

リスナーの便り・メールを基に「あやや城」を築城する。又、「城」に関する雑学講座やクイズもあった。
- あややならどーする!?

いしだあゆみの「あなたならどうする」を捩った表題で、同曲を1フレーズ歌ってコーナー開始だった。

## ゲスト
たった20分の放送であるが、しばしばゲストを呼んで対談したり、電話口でコメントを取ったりしている。
- ヒラリー・ダフ
- モレシャン
- 川淵三郎
- 虻川（北陽）
- 田村淳
- 上田晋也
- ビビる大木
- チワワのウィリーの飼い主、デボラ2004年7月5日
- コージー冨田
- 磯野貴理子
- 清水ミチコ

## スペシャル番組
2002年12月に「ごまっとうサンタがやってくる」と題してナレーター後藤真希、トークゲスト藤本美貴の当時結成していたアイドルユニットごまっとうの三人で枠を1時間に拡大した番組を放送。しかも先行して「藤本美貴 ハート・デイズ・レディオ」でもこれと同じ形式で、ゲスト松浦で番組があり、番組の枠を越えた楽しい物となった。

## 放送時間
- 最終的にニッポン放送 日曜23:00からの『あなたがいるから、矢口真里』の番組内で23:30～23:50ごろ放送。（放送日の番組の編成上、変更もある。）
- 常時10局前後のネット配信をされていたが30分枠、20分枠なので地方局では曜日や時間は一定せず、野球中継などでしばしば遅れたりその週の放送が中止になったりしていた。
- ニッポン放送で特別編成の日で放送を休む週でも、地方局ネット分の番組配信自体は行われた。
- この為、何回目の放送なのか、不明になってしまっている。